# 22 de mayo
El 22 de mayo es el 142.º (centésimo cuadragésimo segundo) día del año en el calendario gregoriano y el 143.º en los años bisiestos. Quedan 223 días para finalizar el año.

## Acontecimientos
- 12 a. C.: en China se registra una lluvia de meteoritos: «Cayeron meteoritos, algunos grandes como palanganas y otros como huevos de gallina. Recién cesaron al atardecer».[1]
- 192: en China, Lü Bu asesina a su padre adoptivo Dong Zhuo.
- 337: fallece Constantino I el Grande y en su testamento deja el imperio, indiviso, a sus tres hijos Constantino II, Constancio II y Constante y a sus sobrinos Dalmacio y Anibaliano. Tras el asesinato de estos dos últimos, Constantino II recibe el gobierno de las Galias y Britania, Constancio II, el oriente y Constante se queda con toda Italia y África.
- 760: se registra por escrito el 14.º (decimocuarto) paso registrado por el perihelio del cometa Halley.
- 853: 212 km al este de Alejandría (Egipto), una flota bizantina saquea y destruye el indefenso puerto de Damieta.
- 1176: cerca de Alepo (Siria), los hashshashin (‘asesinos’) intentan matar al sultán Saladino.
- 1200: 76 km al oeste de París (Francia), el rey Juan de Inglaterra y el rey Felipe II firman el Tratado de Le Goulet.
- 1246: en el Reino de Alemania, Henry Raspe es elegido «antirrey» en oposición a Conrado IV.
- 1254: el rey serbio Stefan Uroš I y la República de Venecia firman un tratado de paz.
- 1293: en Andalucía (España), Sancho IV, en premio a la lealtad con la Corona de Castilla en la lucha contra los derechos de los Infantes de la Cerda, concede abundantes mercedes a las ciudades y concejos andaluces.
- 1370: en la ciudad de Bruselas (Bélgica), la población católica asesina a veinte judíos (masacre de Bruselas) y obliga al resto de la comunidad judía al destierro por supuestamente «profanar» una hostia consagrada.
- 1377: en Roma (península italiana), el papa Gregorio XI emite cinco bulas papales para denunciar las doctrinas del teólogo inglés John Wycliffe.
- 1455: 42 km al noroeste de Londres (Inglaterra), el duque Ricardo (de la Casa de York) vence y captura al rey Enrique VI (de la Casa de Lancaster) en la primera batalla de San Albano. Esto da inicio a la Guerra de las Dos Rosas.
- 1520: en el Gran Templo de Tenochtitlan (actual Ciudad de México), el vicegobernador Pedro de Alvarado ―aprovechando la ausencia de Hernán Cortés, que viajó a la costa para luchar contra otros españoles― aprovecha el festival de Tóxcatl para masacrar a Moctezuma Xocoyotzin (1466-1520) y las élites aztecas. Esto resulta en que los aztecas se vuelven contra los españoles.
- 1526: las ciudades italianas de Milán, Florencia y Venecia firman una alianza con Francisco I de Francia, el papa Clemente VII, Enrique VIII de Inglaterra para combatir a Carlos I de España.
- 1542: el rey Carlos I de España ordena «que se mande remediar las crueldades que se cometen en las Indias».
- 1629: en la costa del mar Báltico, Fernando II (emperador del Sacro Imperio Romano Germánico) y Cristián IV (rey de Dinamarca) firman el Tratado de Lübeck, que pone fin a la intervención danesa en la guerra de los Treinta Años.
- 1652: la ciudad de Sevilla, especialmente el barrio de la Feria, se subleva debido a la escasez de alimentos y a la inflación.
- 1671: en Francia, Luis XIV otorga la carta de fundación a la ciudad de Versalles.
- 1762: en Roma (península italiana) se completa e inaugura oficialmente la Fontana de Trevi.
- 1762: Suecia y Prusia firman el Tratado de Hamburgo.
- 1764: en Venezuela se funda la aldea de Santo Tomás de la Nueva Guayana de la Angostura del Orinoco (que en 1846 será renombrada Ciudad Bolívar).
- 1766: en Estambul y la región del mar de Mármara, un gran terremoto causa graves daños y pérdida de vidas.
- 1774: en el océano Atlántico sur, el español Francisco de Orduña y sus hombres toman posesión de las islas Malvinas.
- 1776: en Nueva Orleans el gobernador ilustrado español-estadounidense Luis de Unzaga y Amézaga atiende la primera solicitud de ayuda del Ejército Continental estadounidense en pos de su Independencia.
- 1783: en Paraguay se funda el municipio de Acahay por el gobernador Pedro Melo de Portugal.
- 1804: en el territorio de Misuri, 490 km al suroeste de la ciudad de Chicago, comienza oficialmente la expedición de Lewis y Clark cuando el Cuerpo de Descubrimiento parte desde St. Charles.
- 1807: en Washington (Estados Unidos), un gran jurado acusa de traición al exvicepresidente Aaron Burr.
- 1809: 13 km al este de Viena (Austria) en el segundo y último día de la batalla de Aspern-Essling, Napoleón Bonaparte es derrotado en una batalla importante por primera vez en su carrera, y repelido por un ejército enemigo por primera vez en una década.
- 1809: en Sevilla ―en el marco de la guerra de Independencia española― el pleno de la Junta Central Suprema anuncia la próxima reunión de las Cortes.
- 1810: el cabildo abierto de Buenos Aires decide el cese del virrey Baltasar Hidalgo de Cisneros y la formación de una Junta de Gobierno.
- 1816: en Littleport, 95 km al norte de Londres (Inglaterra), una turba se rebela por el alto desempleo y el aumento de los costos de los cereales. Al día siguiente, los disturbios se extienden a Ely (35 km al norte).
- 1819: en el estado de Georgia (Estados Unidos), el barco SS Savannah zarpa del puerto de Savannah, en un viaje que lo convertirá en el primer barco de vapor que cruce el océano Atlántico.
- 1821: en México, fuerzas del Ejército Trigarante toman la ciudad de Valladolid (hoy Morelia).
- 1826: desde el puerto de Plymouth (en el extremo suroeste de Inglaterra), emprende su primer viaje el buque HMS Beagle. (En su segundo viaje, en 1831, llevará como pasajero a Charles Darwin.
- 1840: en Londres, el Gobierno abole el transporte penitenciario de convictos británicos hasta la colonia de Nueva Gales del Sur (Australia).
- 1846: en la ciudad de Nueva York se forma la agencia de noticias The Associated Press como una cooperativa de noticias sin fines de lucro.
- 1848: en la isla de Martinica, en el mar Caribe, se abole la esclavitud.
- 1848: en Berlín (Prusia), el rey Federico Guillermo III convoca a la Asamblea Nacional de Berlín para elaborar una constitución.
- 1849: en Nueva York, el futuro presidente de los Estados Unidos, Abraham Lincoln, recibe una patente para un invento para levantar barcos, lo que lo convierte en el único presidente estadounidense en poseer una patente.
- 1856: en el salón del Senado, en Washington (Estados Unidos), el congresista Preston Brooks (de Carolina del Sur) golpea brutalmente con un bastón al senador Charles Sumner (de Massachusetts) por un discurso que Sumner había pronunciado en contra de los sureños y la esclavitud.
- 1860: en la isla de Sicilia (sur de la península italiana), el militar Giuseppe Garibaldi ocupa los alrededores de Palermo.
- 1863: en la hacienda Coche, 6 km al suroeste de Caracas (Venezuela) finaliza la Guerra Federal gracias al Convenio de Coche.
- 1863: 164 km al noroeste de Nueva Orleans ―en el marco de la guerra civil estadounidense (1861-1865) las fuerzas de la Unión comienzan el asedio de Port Hudson que dura 48 días, el asedio más largo en la historia militar de Estados Unidos.
- 1864: en el marco de la guerra civil estadounidense (1861-1865) después de diez semanas, los confederados (esclavistas) vencen al ejército del Norte. La campaña del Río Rojo termina en un fracaso.
- 1866: en New Haven (estado de Connecticut), Oliver Winchester funda la empresa Winchester Repeating Arms.
- 1872: en Washington ―en el marco de la era de la Reconstrucción― el presidente Ulysses S. Grant promulga la Ley de Amnistía, que restaura los plenos derechos civiles y políticos de todos los ciudadanos sureños esclavistas, menos a unos 500 líderes confederados.
- 1874: en la iglesia de San Marco de Milán (Italia) se representa por primera vez la Misa de réquiem, de Giuseppe Verdi (1813-1901) en el primer aniversario de la muerte de Alessandro Manzoni (1785-1873), a quien estaba dedicada.
- 1875: Noruega adopta el sistema métrico decimal.
- 1885: en Roma (Italia) se coloca la primera piedra del monumento erigido en honor del rey Víctor Manuel II.
- 1896: en Madrid, el Gobierno rechaza la mediación de Estados Unidos para poner fin a la guerra de Independencia cubana.
- 1902: el Congreso Internacional de Mineros exige la nacionalización de todas las minas, pero rechaza la huelga general propuesta por los delegados belgas y franceses.
- 1905: el sultán del Imperio otomano Abdul Hamid II establece la nación arrumana para los rumanos del imperio. Al día siguiente anunciará públicamente este evento, por lo que cada 23 de mayo se celebrará el Día Nacional de Arrumania.
- 1906: en Estados Unidos, los hermanos Wright obtienen la patente estadounidense número 821.393 para su «máquina voladora».
- 1909: en Buenos Aires se estrena la primera película argentina con argumento: La Revolución de Mayo fue dirigida por Mario Gallo, un director de coro italiano.
- 1911: Portugal adopta como «tipo oro» el escudo de cien centavos.
- 1911: en Thuin (Bélgica) se crea la Federación Cinológica Internacional, que dicta las normas de la cría de perros.
- 1915: en el estado de California, el volcán Lassen Peak ―392 km al norte de la ciudad de San Francisco― entra en erupción con una fuerza poderosa. Es el único volcán, además del monte St. Helens, que entró en erupción en Estados Unidos contiguos durante el siglo XX.
- 1915: cerca de Gretna Green, 142 km al sur de Edimburgo (Escocia) chocan tres trenes en el desastre ferroviario de Quintinshill. Mueren 227 personas y 246 resultan heridas.
- 1920: en Barcelona (España) la compañía dramática Xirgu y Borrás presenta la obra La loca de la casa, de Benito Pérez Galdós.
- 1920: en Madrid se coloca la primera piedra de la Casa de Velázquez que se ha de construir a expensas de Francia en terrenos cedidos por el Estado español.
- 1922: la emperatriz Zita de Austria, su familia y séquito visitan España.
- 1924: Ígor Stravinsky estrena su Concierto para piano e instrumentos de viento (opus 42).
- 1925: en la calle Almogávares de Barcelona cae un hidroplano.
- 1926: Chiang Kai-shek reemplaza a los comunistas en la China del Kuomintang.
- 1927: cerca de Xining (China), un terremoto de magnitud 8,3 provoca 200 000 muertes. Es uno de los terremotos más destructivos del mundo.
- 1927: en México se funda el Club Deportivo Cruz Azul.
- 1930: en un teatro de la ciudad de Schenectady (estado de Nueva York) se presenta por vez primera un espectáculo de televisión.
- 1931: en España se proclama la libertad religiosa.
- 1938: en Pamplona (España) ―durante la guerra civil española (1936-1939)― se produce la fuga del fuerte San Cristóbal, una de las más masivas y sangrientas en la historia de las fugas carcelarias.
- 1939: Italia y Alemania firman el Pacto de Acero.
- 1941: en Irak ―durante la guerra anglo-iraquí―, las tropas invasoras británicas toman Faluya.
- 1942: México entra en la Segunda Guerra Mundial (1939-1945) a favor de los aliados.
- 1943: en la Unión Soviética, Iósif Stalin disuelve la Internacional Comunista.
- 1947: en el marco de la Guerra Fría entra en vigor la «doctrina Truman», que ayuda a Turquía y Grecia para evitar que se alíen a la Unión Soviética.
- 1948: en la guerra árabe-israelí de 1948, tropas de Transjordania toman Belén.
- 1948: el presidente finlandés, J. K. Paasikivi, libera a Yrjö Leino de sus funciones como ministro del Interior en 1948 después de que el parlamento finlandés adoptara una moción de censura contra Leino en relación con su entrega ilegal de diecinueve personas a la Unión Soviética en 1945.
- 1949: en Bonn se promulga la Ley Fundamental de Bonn (constitución provisional de la República Federal de Alemania).
- 1957: en Sudáfrica, el Gobierno aprueba la separación racial (apartheid) en las universidades.
- 1958: los disturbios de 1958 en Sri Lanka se convierten en un hito en las relaciones raciales de varias comunidades étnicas de la nación. El total de muertes se estima en 300, en su mayoría tamiles.
- 1960: en Valdivia (Chile) se produce el epicentro del Gran Terremoto de Valdivia, el mayor sismo registrado de la historia (9,5 en la escala sismológica de magnitud de momento). El tsunami afecta una vasta zona del océano Pacífico, alcanzando incluso las islas Hawái.
- 1962: en Unionville (estado de Misuri) explotan bombas a bordo del vuelo 11 de Continental Airlines. Se estrella y mueren 45 personas.
- 1963: el político griego de izquierdas Grigoris Lambrakis es golpeado en la cabeza, lo que le provoca la muerte cinco días después.
- 1964: en Estados Unidos, el presidente Lyndon B. Johnson lanza su programa Gran Sociedad.
- 1967: Egipto cierra el estrecho de Tirán a las naves israelíes.
- 1967: en Bruselas (Bélgica) se incendian los grandes almacenes L’Innovation, lo que provoca 323 muertos y 150 heridos, el incendio más devastador en la historia de Bélgica.
- 1968: 744 km al suroeste de las islas Azores se hunde el submarino de propulsión nuclear USS Scorpion con 99 hombres a bordo.
- 1969: el módulo lunar del Apolo 10 vuela a 16 km de la superficie de la Luna.
- 1972: en Derry (Irlanda del Norte), más de 400 mujeres atacan las oficinas del Sinn Féin tras el tiroteo por parte del Ejército Republicano Irlandés contra un joven soldado británico que estaba de permiso.
- 1972: Ceilán adopta una nueva constitución, convirtiéndose en república y cambiando su nombre a Sri Lanka.
- 1975: el gobierno español reconoce por real decreto el derecho a la huelga, aunque de carácter restringido.
- 1977: Ángel Nieto es consagrado campeón mundial de motociclismo en 50 cm³.
- 1979: en Buenos Aires, la dictadura de Videla cierra la fábrica IME (Industrias Mecánicas del Estado, creada en 1951), la cual en ese momento se encontraba fabricando el Rastrojero Diésel (utilitario) y el Rastrojero Conosur (sedán de cuatro puertas), entre otros.
- 1980: La compañía Namco lanza el videojuego Pac-Man, creado por Toru Iwatani.
- 1980: la cantante estadounidense Diana Ross publica el sencillo promocional «Upside down» de su décimo álbum, Diana, el cual fue un éxito internacional, encabezando las listas de sencillos en Italia, Noruega, Suecia y Suiza, mientras que en Canadá logró el puesto número cinco.
- 1984: desde Tenerife zarpa la Expedición Atlantis.
- 1985: la UNESCO otorga el premio Simón Bolívar al Grupo de Contadora, por su mediación en la crisis de El Salvador.
- 1987: en Mirut (India), 85 km al noreste de Nueva Delhi, la policía hinduista mata a 85 personas musulmanas en la masacre de Hashimpura.
- 1987: en el parque Eden de la ciudad de Auckland (Nueva Zelanda) se celebra la primera Copa Mundial de Rugby.
- 1990: en Adén, representantes de Yemen del Norte y de Yemen del Sur se unifican para crear la República Democrática de Yemen.
- 1992: la ONU admite a Eslovenia, Croacia y Bosnia-Herzegovina.
- 1994: entra en vigor un embargo comercial mundial contra Haití para castigar a sus gobernantes militares por no restituir al derrocado líder electo del país, Jean-Bertrand Aristide.
- 1994: en la nueva República Democrática de Yemen es proclamado presidente Alí Salem al Baid.
- 1996: en Myanmar, el régimen militar birmano encarcela a 71 partidarios de Aung San Suu Kyi en un intento por bloquear una reunión a favor de la democracia.
- 1998: en Estados Unidos, un juez federal dictamina que los agentes del Servicio Secreto de Estados Unidos pueden ser obligados a testificar ante un gran jurado sobre el escándalo Lewinsky que involucra al presidente Bill Clinton.
- 2000: en Sri Lanka, más de 150 rebeldes tamiles mueren durante dos días de lucha por el control de Jaffna.
- 2000: en España nacen los primeros gemelos fecundados sin esperma mediante la maduración in vitro de células precursoras de espermatozoides.
- 2002: en Birmingham (estado de Alabama) ―en el marco del movimiento por los derechos civiles de los negros― un jurado condena al exmiembro de la secta Ku Klux Klan, Bobby Frank Cherry, por el asesinato de cuatro niñas negras en 1963 en el atentado con bomba en la Iglesia Bautista de la calle 16.
- 2004: en Madrid (España), contraen matrimonio Felipe de Borbón y Grecia (quien diez años después se convertirá en rey de España), con Letizia Ortiz.
- 2008: la Conferencia Episcopal de Colombia cumple 100 años desde su fundación.
- 2008: después de 20 años Indiana Jones regresa con el estreno Indiana Jones y el reino de la calavera de cristal.

- 2010: en Mangalore (India) se estrella contra un acantilado el Vuelo 812 de Air India Express (un Boeing 737), matando a 158 de las 166 personas a bordo. Es el accidente más mortal que involucra a un Boeing 737 hasta el accidente del vuelo 610 de Lion Air.
- 2010: en Madrid (España), el Inter de Milán vence al Bayern de Múnich por 2-0 en la final de la Liga de Campeones de la UEFA para convertirse en el primer, y hasta ahora único, equipo italiano en ganar el histórico triplete (Serie A, Coppa Italia, Liga de Campeones).
- 2011: un tornado EF5 azota Joplin, Misuri, matando a 158 personas y causando daños por 2800 millones de dólares. Es el tornado más costoso y el séptimo más mortífero en la historia de Estados Unidos.
- 2012: en Tokio (Japón) se inaugura la Tokyo Skytree. Es la torre más alta del mundo (634 m) y la segunda estructura construida por el hombre más alta del mundo después del Burj Khalifa (829,8 m).
- 2012: SpaceX COTS Demo Flight 2 lanza una cápsula Dragon en un cohete Falcon 9 en el primer vuelo comercial a la Estación Espacial Internacional.
- 2014: en Tailandia, el general Prayut Chan-o-cha se convierte en líder interino mediante un golpe de Estado militar, tras seis meses de revueltas y crisis social.
- 2014: en Ürümqi, capital de la región autónoma de Sinkiang, en el extremo occidental de China, se produce una explosión que provoca al menos 43 muertos y 91 heridos.
- 2015: la República de Irlanda se convierte en la primera nación del mundo en utilizar un referéndum público para legalizar el matrimonio homosexual.
- 2017: en Mánchester (Reino Unido) se produce un atentado al término de un concierto de Ariana Grande, como parte de su gira mundial Dangerous Woman Tour. Causa 22 muertos y 59 heridos. Fue reivindicado por la banda terrorista Estado Islámico (ISIS).
- 2017: en Jerusalén (Israel y Palestina), el presidente estadounidense Donald Trump visita la Iglesia del Santo Sepulcro y se convierte en el primer presidente estadounidense en ejercicio en visitar el Muro de las Lamentaciones.
- 2020: accidente del Vuelo 8303 de Pakistan International Airlines, donde mueren 96 personas.
- 2020: en Model Colony, cerca del Aeropuerto Internacional Jinnah en la ciudad de Karachi (Pakistán) se estrella el vuelo 8303 de Pakistan International Airlines. Mueren 98 personas.
- 2021: en una región montañosa de China, 1392 km al oeste de Beijing y 510 km al sur de la frontera con Mongolia, la hipotermia mata a 21 corredores en el desastre del ultramaratón de Gansu de 100 km.
- 2021: en Róterdam (Países Bajos) se celebra el 65.º Festival de la Canción de Eurovisión. Gana la banda italiana Måneskin.

## Nacimientos
- 1009: Su Xun, escritor chino (f. 1066).
- 1466: Marin Sanudo, historiador y cronista italiano (f. 1536).
- 1539: Edward Seymour, primer conde de Hertford (f. 1621).
- 1622: Louis de Buade de Frontenac, soldado y gobernador francés (f. 1698).
- 1644: Gabriel de Grupello, escultor barroco flamenco-belga (f. 1730).
- 1665: Magnus Stenbock, mariscal de campo sueco y consejero real (f. 1717).
- 1694: Daniel Gran, pintor austríaco (f. 1757).
- 1715: François-Joachim de Pierre de Bernis, escritor, clérigo (“cardenal”) y diplomático francés (f. 1794).
- 1733: Hubert Robert, pintor francés (f. 1808).
- 1752: Louis Legendre, carnicero y político francés (f. 1797).
- 1766: Rafael Menacho, militar español (f. 1811).

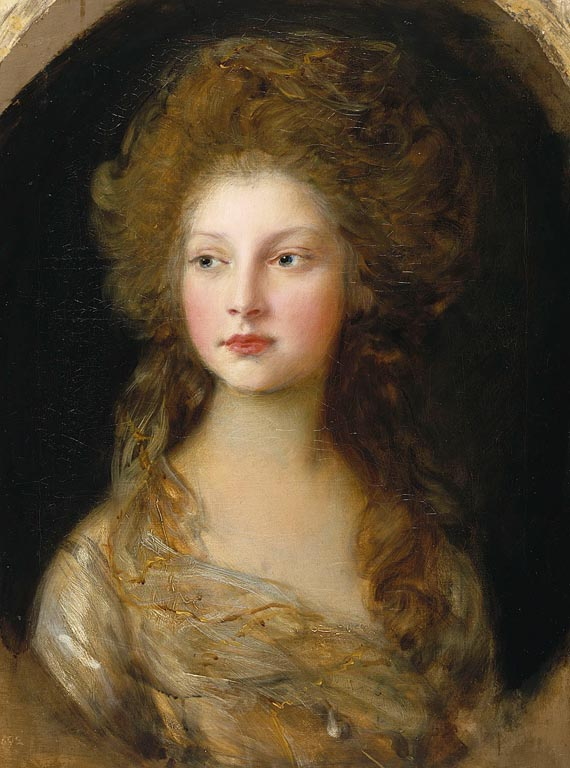
Isabel del Reino Unido

- 1770: Isabel del Reino Unido, aristócrata (“princesa”) británico-inglesa (f. 1840).
- 1772: Ram Mohan Roy, intelectual, ensayista y reformador indio (f. 1833).
- 1777: Luis María de Borbón y Vallabriga, arzobispo y cardenal español (f. 1823).

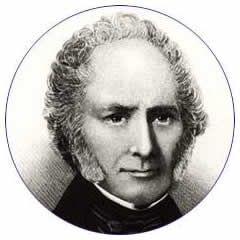
William Sturgeon

- 1783: William Sturgeon, físico e inventor británico-inglés, inventor del electroimán y el motor eléctrico (f. 1850).
- 1808: Gerard de Nerval, poeta y traductor francés (f. 1855).
- 1811: Giulia Grisi, soprano italiana (f. 1869).
- 1813: Richard Wagner, compositor alemán (f. 1883).
- 1814: Amalia Lindegren, pintora sueca (f. 1891).
- 1820: Worthington Whittredge, pintor estadounidense (f. 1910).
- 1827: Epitacio Huerta, militar y político mexicano (f. 1904).
- 1831: Henry Vandyke Carter, anatomista y cirujano británico-inglés (f. 1897).
- 1833: Félix Bracquemond, pintor y grabador francés (f. 1914).

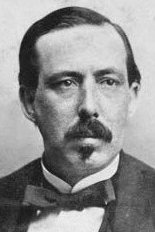
Manuel Ruiz Zorrilla

- 1833: Manuel Ruiz Zorrilla, político español, presidente del Gobierno de España (f. 1895).
- 1841: Catulle Mendès, poeta, escritor y dramaturgo francés (f. 1909).
- 1844: Mary Cassatt, pintora y educadora estadounidense (f. 1926).
- 1846: Rita Cetina Gutiérrez, poeta, educadora y activista mexicana (f. 1908).
- 1848: Fritz von Uhde, pintor y educador alemán (f. 1911).
- 1849: Aston Webb, arquitecto y académico británico-inglés (f. 1930).
- 1856: Emilio Rabasa, político y literato mexicano (f. 1930).

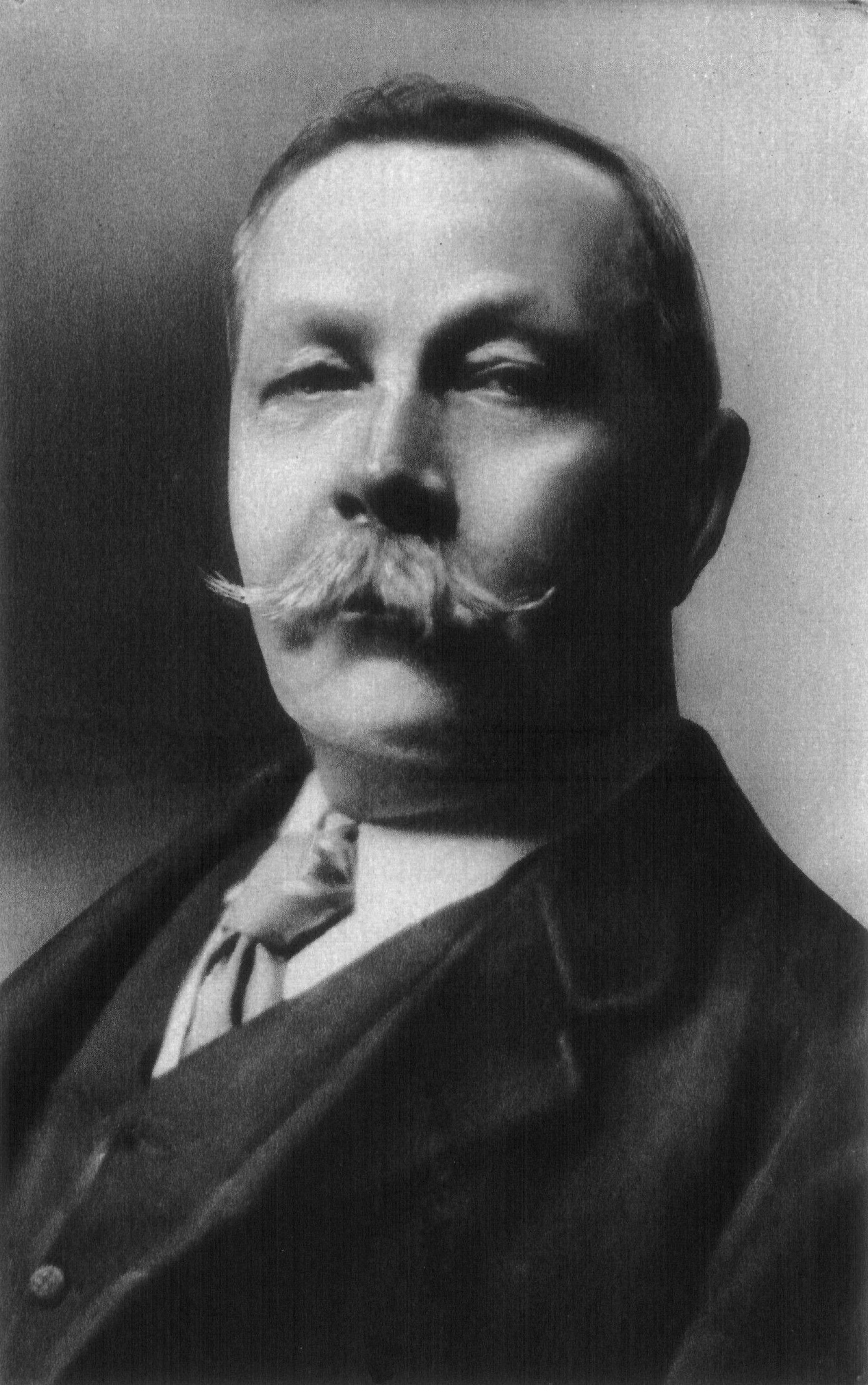
Arthur Conan Doyle

- 1859: Arthur Conan Doyle, médico y escritor británico, autor de Sherlock Holmes (f. 1930).
- 1859: Tsubouchi Shōyō, escritor, dramaturgo y educador japonés (f. 1935).
- 1864: Willy Stöwer, escritor e ilustrador alemán (f. 1931).
- 1865: Enric Morera i Viura, compositor español (f. 1942).
- 1866: Charles F. Haanel, escritor y magnate estadounidense (f. 1949).
- 1867: Julio Flórez, poeta colombiano (f. 1923).
- 1868: Augusto Pestana, ingeniero y político brasileño (f. 1934).
- 1874: Daniel François Malan, clérigo y político sudafricano, 5.º primer ministro de Sudáfrica (f. 1959).
- 1875: Antonio García Tapia, otorrinolaringólogo español (f. 1950).
- 1879: Jean Cras, almirante y compositor francés (f. 1932).
- 1879: Alla Nazimova, actriz ruso-estadounidense (f. 1945).
- 1879: Symon Petliura, estadista y líder independentista ucraniano (f. 1926).
- 1880: Henri Gavel, hispanista francés (f. 1959).
- 1880: Francis de Miomandre, escritor y traductor francés (f. 1959).
- 1884: Wilhelmina Hay Abbott, sufragista y feminista británico-escocesa (f. 1957).
- 1885: Giacomo Matteotti, abogado y político socialista italiano (f. 1924).
- 1885: Soemu Toyoda, almirante japonés (f. 1957).
- 1887: Arthur Cravan, escritor francés (f. 1918).
- 1887: A. W. Sandberg, cineasta y guionista danés (f. 1938).
- 1891: Johannes R. Becher, político, novelista y poeta alemán (f. 1958).
- 1892: Juan Calvo Domenech, actor español (f. 1962).
- 1894: Friedrich Pollock, sociólogo y filósofo alemán (f. 1970).
- 1900: Juan Arvizu, “el tenor de la voz de seda”, cantante mexicano de ópera lírica y cantante de boleros (f. 1985).
- 1900: Yvonne de Gaulle, mujer francesa (f. 1979), esposa de Charles de Gaulle (1891-1970).
- 1902: Jack Lambert, futbolista y entrenador británico-inglés (f. 1940).
- 1902: Al Simmons, jugador y entrenador de béisbol estadounidense (f. 1956).
- 1904: Uno Lamm, ingeniero eléctrico e inventor sueco (f. 1989).
- 1906: Germinal de Souza, anarquista portugués.
- 1907: Hergé (Georges Remí), escritor, ilustrador e historietista belga expatriado en Francia (f. 1983).
- 1907: Laurence Olivier, actor, cineasta y productor británico-inglés (f. 1989).
- 1908: Frank Baker, escritor británico (f. 1982).
- 1909: Agustí Centelles, fotógrafo español (f. 1985).
- 1909: Margaret Mee, ilustradora y educadora británico-inglesa (f. 1988).
- 1910: Julio Salvador y Díaz-Benjumea, militar y político español (f. 1987).

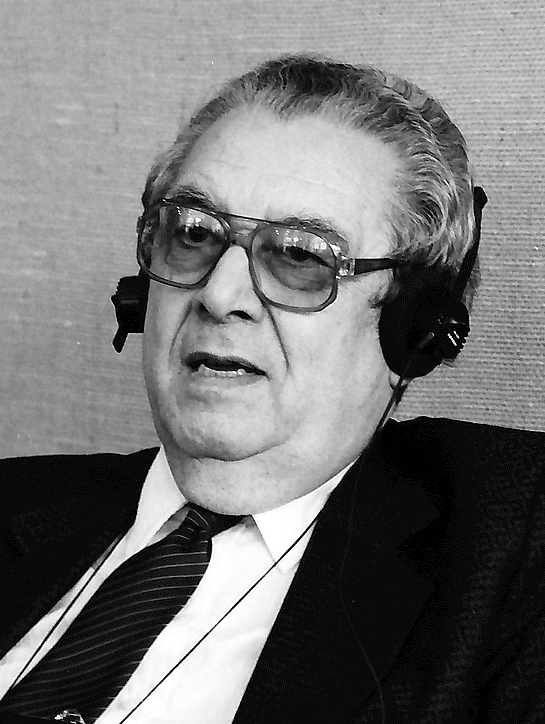
Herbert C. Brown

- 1912: Herbert C. Brown, químico estadounidense de origen británico, Premio Nobel de Química en 1979 (f. 2004).
- 1913: Rafael Gil, guionista y cineasta español (f. 1986).
- 1913: Dominique Rolin, escritor belga (f. 2012).
- 1914: Max Kohnstamm, historiador y diplomático neerlandés (f. 2010).
- 1914: Sun Ra (Herman Sonny Blount), músico de jazz, pianista, compositor, director de orquesta y poeta estadounidense (f. 1993).
- 1914: E. A. Thompson, historiador británico (f. 1994).
- 1917: Jean-Louis Curtis, escritor francés (f. 1995).

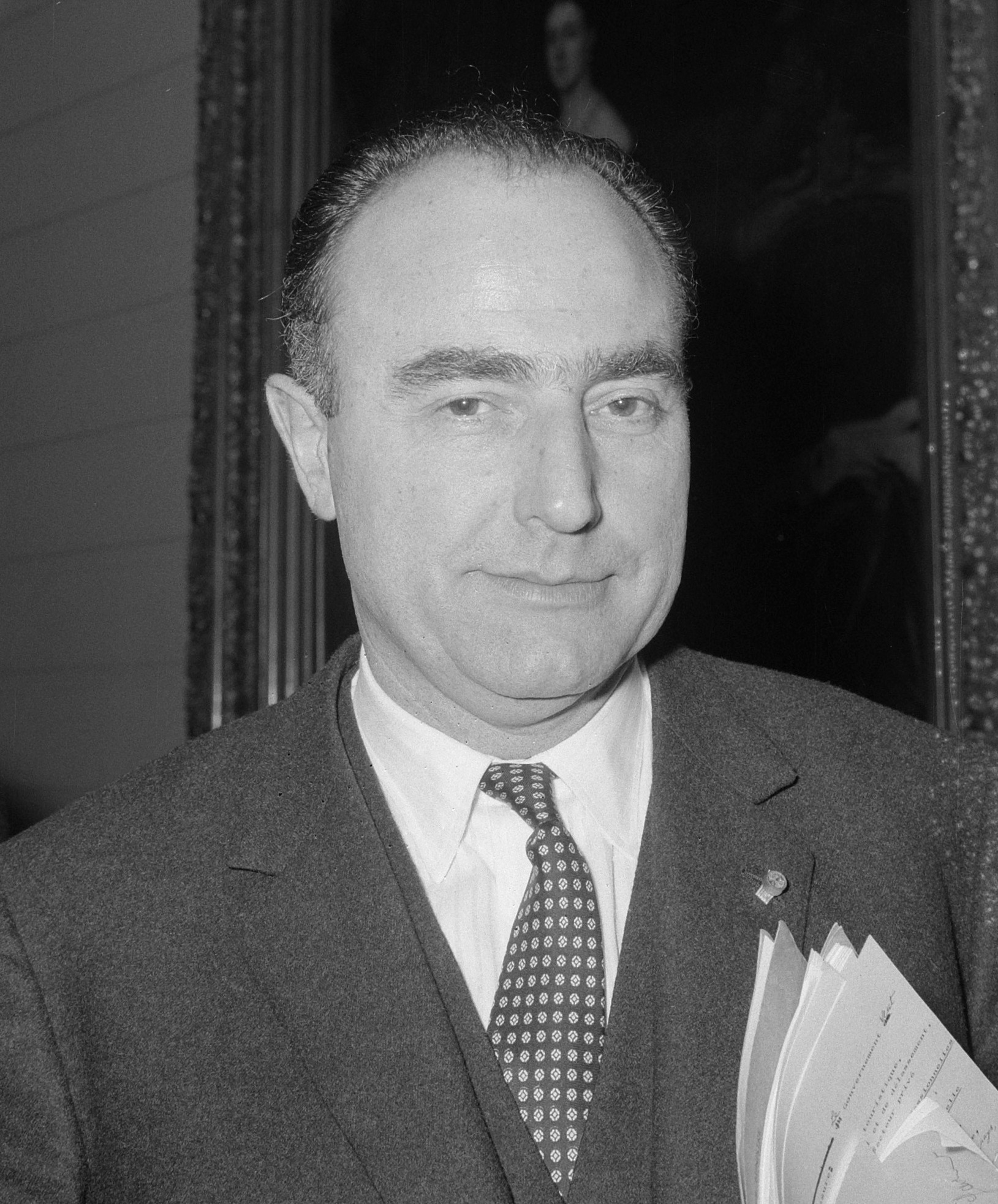
Paul Vanden Boeynants

- 1919: Paul Vanden Boeynants, empresario y político belga, primer ministro de Bélgica en dos mandatos (f. 2001).
- 1920: Thomas Gold, astrofísico y académico austríaco (f. 2004).
- 1922: Alicia Jurado, escritora argentina (f. 2011).
- 1922: José Agustín de la Puente Candamo, historiador, catedrático y abogado peruano (f. 2020).
- 1923: Julio Garrett, abogado y político boliviano (f. 2018).
- 1924: Charles Aznavour, cantautor, compositor y actor armenio expatriado en Francia (f. 2018).
- 1925: Emilio Carballido, escritor mexicano (f. 2008).
- 1925: Jean Tinguely, pintor y escultor suizo (f. 1991).
- 1926: Elek Bacsik, guitarrista y violinista húngaro de jazz (f. 1993).
- 1926: Concha Alós, escritora española (f. 2011).
- 1927: Michael Constantine, actor estadounidense (f. 2021).
- 1927: Peter Matthiessen, novelista, cuentista, editor y naturalista estadounidense (f. 2014), cofundador de la revista The Paris Review.

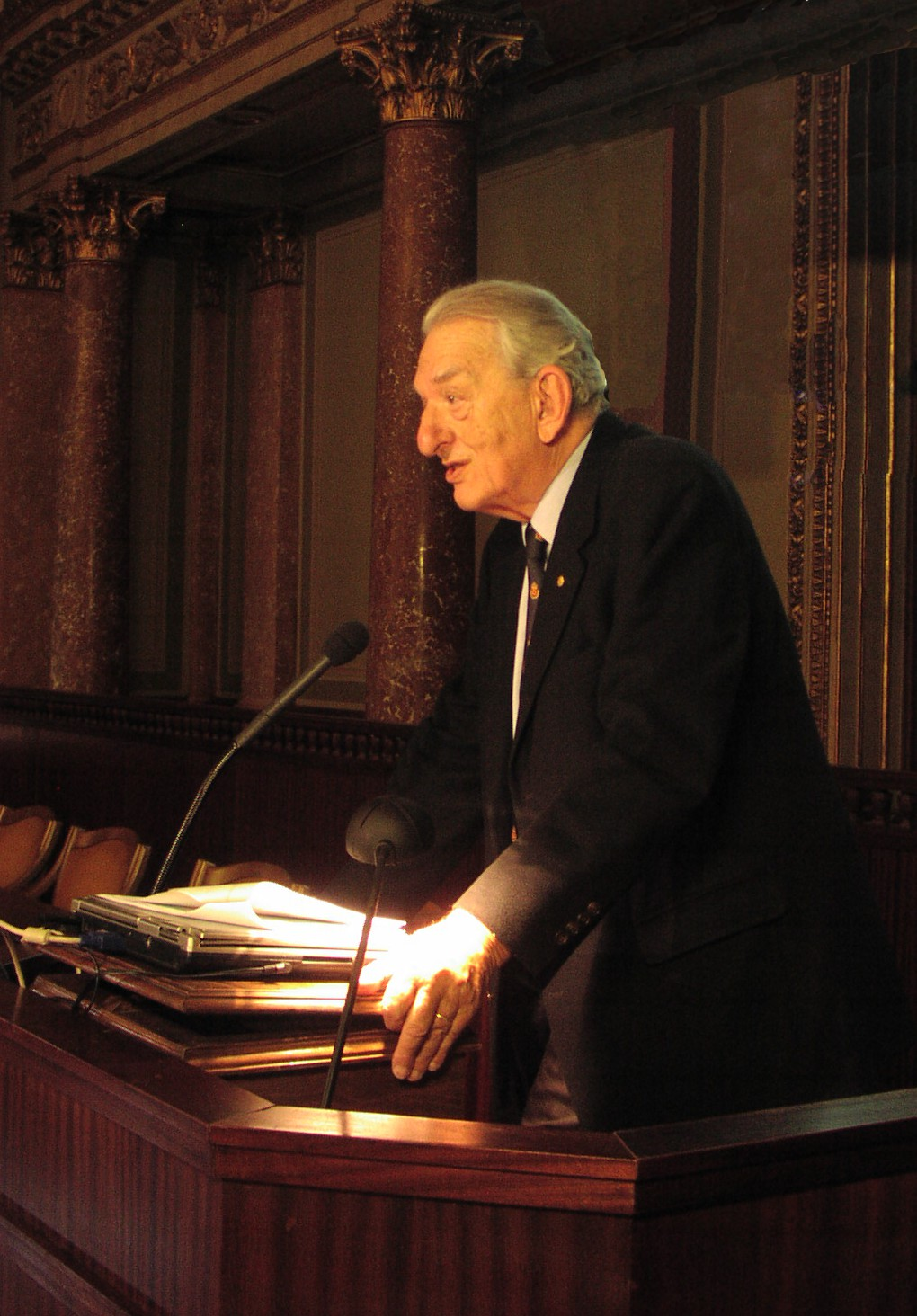
George A. Olah

- 1927: George A. Olah, químico y académico húngaro, Premio Nobel de Química en 1994 (f. 2017).
- 1928: Serge Doubrovsky, teórico y escritor francés (f. 2017).
- 1928: John Mackenzie, cineasta y productor británico-escocés (f. 2011).
- 1929: Ahmed Fouad Negm, poeta egipcio (f. 2013).
- 1930: Kenny Ball, trompetista, director de orquesta y cantante británico-inglés de jazz (f. 2013).
- 1930: Marisol Escobar, escultora franco-estadounidense (f. 2016).
- 1930: Harvey Milk, político y concejal estadounidense, activista de derechos civiles de los homosexuales (asesinado en 1978).
- 1930: Agustín Tosco, dirigente sindical argentino (f. 1975).
- 1932: Celia Bravo (Lucila Mataix-Olcina), escritora española (f. 2001).
- 1933: Fred Anderson, jugador australiano-sudafricano de la liga de rugby australiano (f. 2012).
- 1933: Chen Jingrun, matemático y académico chino (f. 1996).
- 1935: Barry Rogers, músico estadounidense (f. 1991).
- 1935: Leonardo Del Vecchio, empresario italiano y fundador de Luxottica (f. 2022).
- 1937: Richard Kenneth Brummitt, botánico británico (f. 2013).

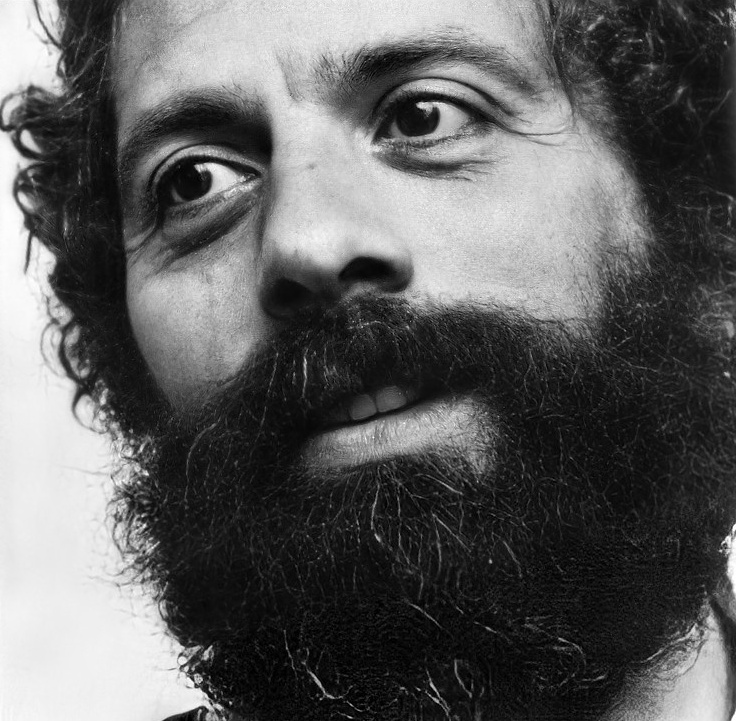
Facundo Cabral

- 1937: Facundo Cabral, cantautor, poeta, escritor y filósofo argentino (f. 2011).
- 1938: Richard Benjamin, actor y cineasta estadounidense.
- 1938: Susan Strasberg, actriz estadounidense (f. 1999).
- 1939: Paul Winfield, actor estadounidense (f. 2004).
- 1940: Carlos Galván (Juan Carlos Mostowyk), bandoneonista, director de orquesta y compositor argentino de tango (f. 2014).
- 1940: Michael Sarrazin, actor canadiense (f. 2011).
- 1940: Bernard Shaw, periodista estadounidense (f. 2022).
- 1940: Mick Tingelhoff, jugador estadounidense de fútbol americano (f. 2021).
- 1941: Paul Winfield, actor estadounidense (f. 2004).
- 1942: Roger Brown, baloncestista estadounidense (f. 1997).
- 1942: Ted Kaczynski (Unabomber), filósofo y matemático estadounidense reconvertido en anarquista, y terrorista asesino en serie (f. 2023).
- 1942: Virginia Lago, actriz argentina.
- 1942: Richard Oakes, activista estadounidense por los derechos civiles de los nativos americanos (f. 1972).
- 1942: Barbara Parkins, actriz canadiense.
- 1943: Michael Kosterlitz, físico británico.

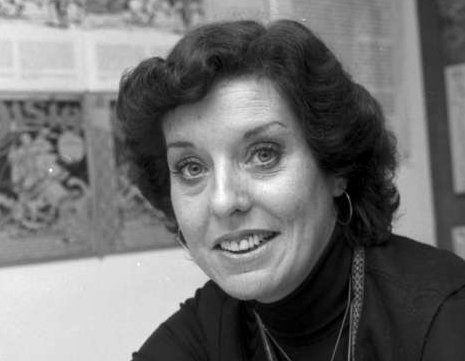
Betty Williams

- 1943: Betty Williams, pacifista norirlandesa, activista por la paz en Irlanda del Norte, Premio Nobel de la Paz en 1976 (f. 2020).
- 1943: Edgar Marín, exfutbolista costarricense.
- 1945: Pedro Berruezo, futbolista español (f. 1973).

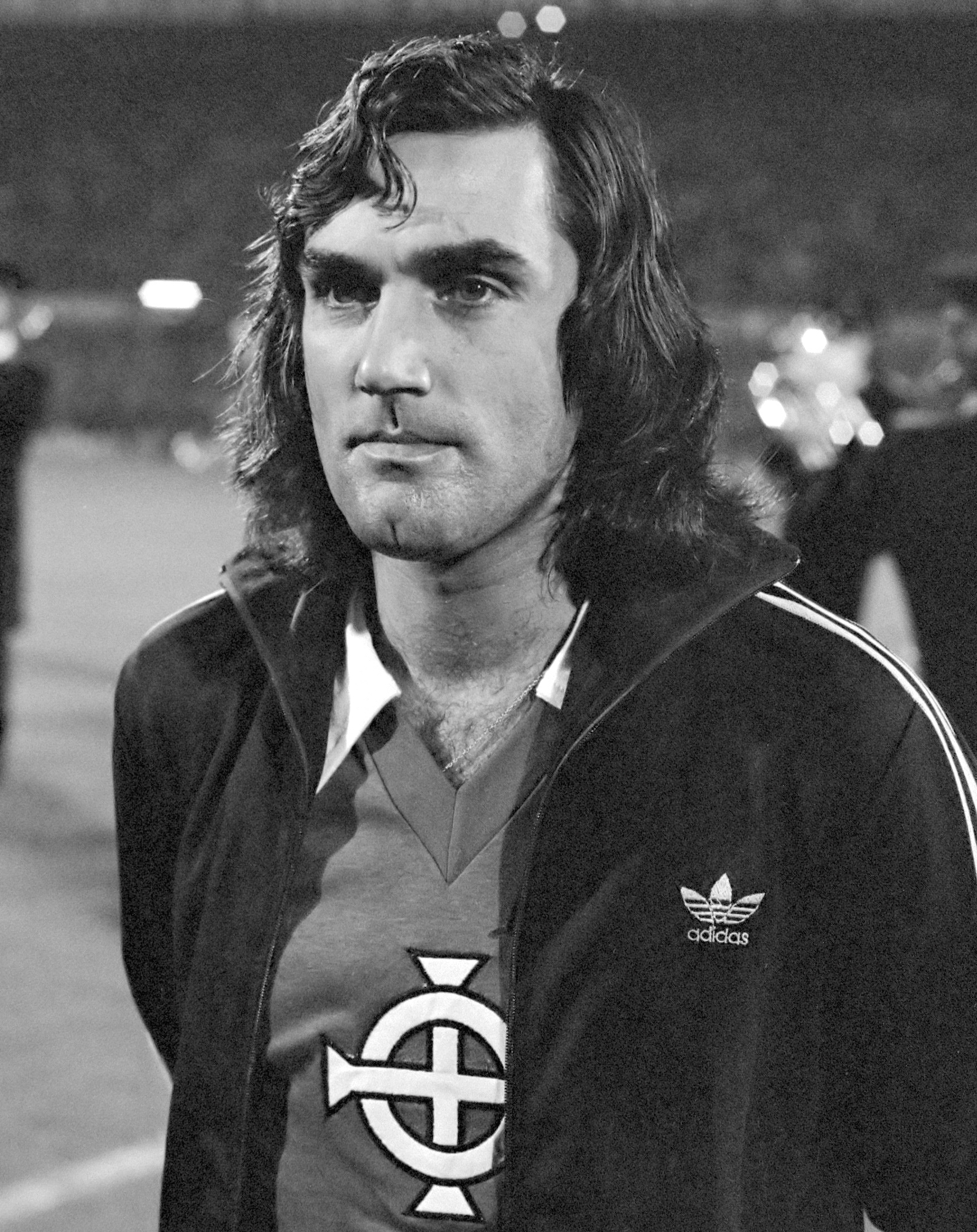
George Best

- 1946: George Best, futbolista y entrenador norirlandés, Balón de Oro en 1968 (f. 2005).
- 1946: Michael Green, físico y académico británico-inglés.
- 1946: Howard Kendall, futbolista y entrenador británico-inglés (f. 2015).
- 1946: Liudmila Zhuravliova, astrónoma soviético-ucraniana.
- 1947: Mercedes Cabanillas, educadora y política peruana.
- 1948: Tomás Sánchez, pintor y grabador cubano.
- 1949: Ángel Enrique Brandazza, militante social asesinado por el Ejército argentino (f. 1972).
- 1949: Cheryl Campbell, actriz británico-inglesa.
- 1949: Valentin Inzko, diplomático austríaco.
- 1950: Bernie Taupin, cantautor, letrista y poeta británico-inglés.
- 1951: Kenneth Bianchi, asesino en serie y violador estadounidense.
- 1952: Waldemar Victorino, futbolista uruguayo.
- 1953: Cha Bum-kun, futbolista y entrenador surcoreano.
- 1953: Paul Mariner, futbolista, entrenador y directivo británico-inglés (f. 2021).
- 1953: Tillie Moreno, cantante filipina.
- 1954: Barbara May Cameron, activista indígena estadounidense por los derechos humanos (f. 2002).

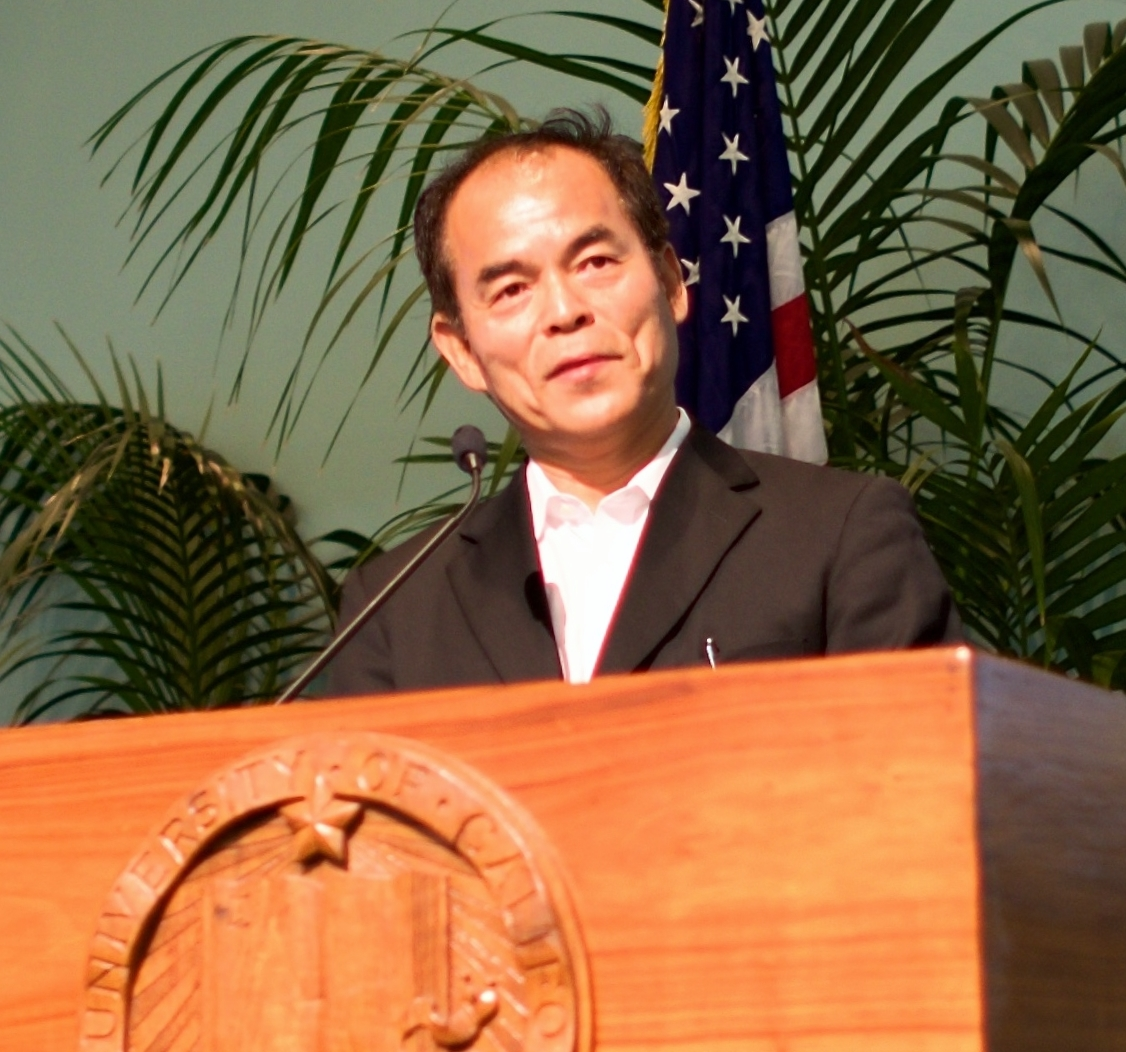
Shūji Nakamura

- 1954: Shūji Nakamura, físico, científico e ingeniero japonés expatriado en Estados Unidos, Premio Nobel de Física en 2014.
- 1954: María de Lourdes Dieck-Assad, economista, diplomática y profesora mexicana.
- 1955: Iva Davies, cantautora y guitarrista australiana, líder de la banda Icehouse.
- 1955: Philip H. Dybvig, economista estadounidense, Premio de Economía Conmemorativo de Alfred Nobel 2022.
- 1955: Francisco Vega de Lamadrid, político mexicano.
- 1956: Claudio Rissi, actor argentino (f. 2023).
- 1956: Al Corley, actor y cantante estadounidense.
- 1957: Javier Castrilli, exárbitro de fútbol y político argentino.
- 1957: Lisa Murkowski, abogada y política estadounidense.
- 1959: David Blatt, jugador y entrenador de baloncesto israelí-estadounidense.
- 1959: Morrissey, cantautor e intérprete británico-inglés, de la banda The Smiths.
- 1959: Linda Emond, actriz estadounidense.
- 1960: Hideaki Anno, director de animación, cineasta y guionista japonés.
- 1961: Alfonso Arús, periodista español.
- 1961: Antonia San Juan, actriz, cineasta, guionista y productora española.
- 1961: Dan Frost, ciclista danés.
- 1962: Bo Skovhus, barítono danés.
- 1962: Brian Pillman, luchador profesional y jugador estadounidense de fútbol americano (f. 1997).
- 1963: Claude Closky, artista contemporáneo francés.
- 1964: Rita Guerrero, actriz y cantante mexicana, de la banda Santa Sabina (f. 2011).
- 1965: Jay Carney, periodista estadounidense, 29.º secretario de prensa de la Casa Blanca.
- 1965: Venus Xtravaganza, artista estadounidense de la casa Xtravaganza.
- 1966: Johnny Gill, cantautor y productor estadounidense.
- 1966: Wang Xiaoshuai, cineasta y guionista chino.
- 1967: Christophe Gagliano, yudoca francés.
- 1967: Paloma Lago, modelo y presentadora española.
- 1967: Brooke Smith, actriz estadounidense.
- 1968: Ígor Lediakhov, futbolista ruso.
- 1969: Michael Kelly, actor estadounidense.
- 1970: Naomi Campbell, modelo británico-inglesa.
- 1970: Pedro Diniz, piloto brasileño de Fórmula 1.
- 1970: Willy Toledo, actor español.
- 1970: Guillaume Warmuz, futbolista francés.
- 1972: Andrus Aug, ciclista estonio.
- 1972: Anna Belknap, actriz estadounidense.
- 1972: Max Brooks, escritor y guionista estadounidense.
- 1972: Márcio May, ciclista brasileño.
- 1973: Alfonso Albert, baloncestista español.
- 1973: Emilio Alzamora, piloto de motociclismo español.
- 1973: Fátima Baeza, actriz española.
- 1973: Nikolaj Lie Kaas, actor danés.
- 1974: Sean Gunn, actor estadounidense.
- 1974: Garba Lawal, futbolista nigeriano.
- 1974: Henrietta Ónodi, gimnasta olímpica húngara.
- 1974: Fabio Sacchi, ciclista italiano.
- 1974: Canek Sánchez Guevara, escritor y disidente cubano (f. 2015).
- 1974: Arseniy Yatsenyuk, político ucraniano.
- 1975: Salva Ballesta, futbolista y directivo español.
- 1975: Teppei Uchida, futbolista japonés.
- 1976: Fernando Andina, actor español.
- 1976: Daniel Erlandsson, músico sueco.
- 1976: Christian Vande Velde, ciclista estadounidense.
- 1977: Junnosuke Schneider, futbolista japonés.
- 1977: Daisuke Nakaharai, futbolista japonés.
- 1977: Tetsuya Nishiwaki, futbolista japonés.
- 1978: Ginnifer Goodwin, actriz estadounidense.
- 1978: Katie Price, personalidad de la televisión y modelo británico-inglesa.
- 1978: Yoshifumi Ono, futbolista japonés.
- 1979: Nazanin Boniadi, actriz iraní-estadounidense.
- 1979: Maggie Q, actriz estadounidense.
- 1979: Ryuji Sueoka, futbolista japonés.
- 1980: Chung Kyung-ho, futbolista surcoreano.
- 1980: Sharice Davids, política estadounidense.
- 1980: Lucy Gordon, actriz y modelo británica (f. 2009).
- 1980: Róbert Gunnarsson, balonmanista islandés.
- 1980: Erison Carlos dos Santos Silva, futbolista brasileño.
- 1980: Yasuhiro Tominaga, futbolista japonés.
- 1980: Yuki Takabayashi, futbolista japonés.
- 1981: Bryan Danielson, luchador profesional estadounidense.
- 1981: Bassel Khartabil, ingeniero y programador informático sirio (f. 2015).
- 1981: Jürgen Melzer, tenista austríaco.
- 1981: Sebastián Taborda, futbolista uruguayo.
- 1981: Laurent Mangel, ciclista francés.
- 1982: Thiago Alves, tenista brasileño.
- 1982: Marc Bertrán, futbolista español.
- 1982: Hong Yong-jo, futbolista norcoreano.
- 1982: Erin McNaught, modelo y actriz australiana.
- 1982: Apolo Ohno, patinador de velocidad estadounidense.
- 1983: Jeremy Christie, futbolista neozelandés.
- 1983: Esmé Kamphuis, pilota de bobsleigh neerlandesa.
- 1983: Franco Niell, futbolista argentino.
- 1983: Zajko Zeba, futbolista bosnio.
- 1983: Abdulrahman Al-Qahtani, futbolista saudí.
- 1983: Kasper Klostergaard, ciclista danés.
- 1984: Clara Amfo, presentadora de radio y televisión británico-inglesa.
- 1984: Karoline Herfurth, actriz alemana.
- 1984: Didier Ya Konan, futbolista marfileño.
- 1984: Dustin Moskovitz, empresario estadounidense, cofundador de Facebook.
- 1984: Bismarck du Plessis, rugbista sudafricano.
- 1984: Paola Sallustro, actriz y cantante argentina.
- 1984: Jan Sobol, balonmanista checo.
- 1985: Tranquillo Barnetta, futbolista suizo.
- 1985: CariDee English, modelo estadounidense.
- 1985: Mauro Boselli, futbolista argentino.
- 1985: Javier Dopico Morales, futbolista español.
- 1985: Fran Dorronsoro, futbolista español.
- 1985: Yadira Guevara-Prip, actriz estadounidense.
- 1985: Tao Okamoto, modelo y actriz japonesa.
- 1986: Julian Edelman, jugador de fútbol americano estadounidense..
- 1986: Matt Jarvis, futbolista británico-inglés.
- 1986: Alex José de Oliveira Fraga, futbolista brasileño.
- 1986: Tatiana Volosozhar, patinadora artística rusa.

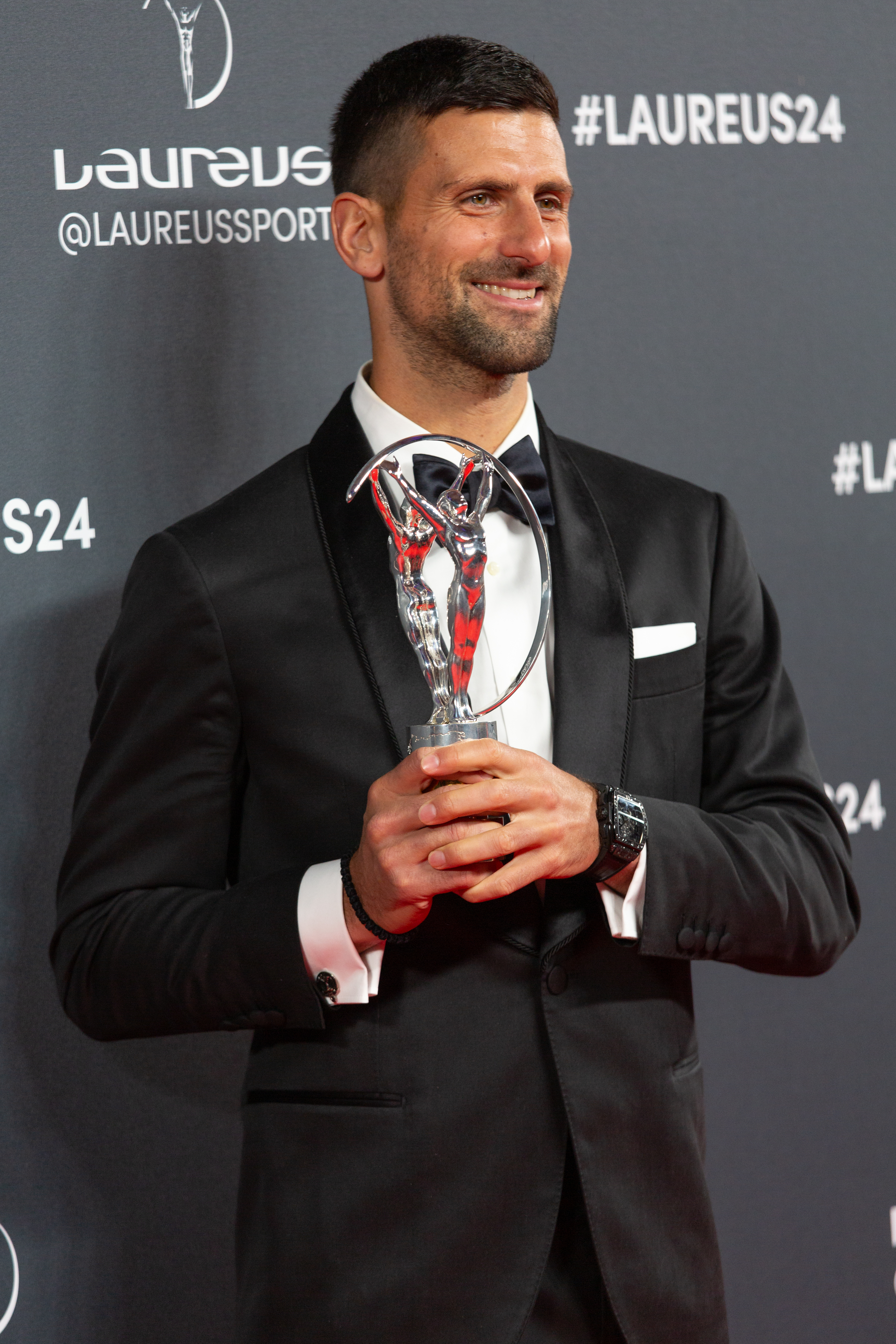
Novak Djokovic

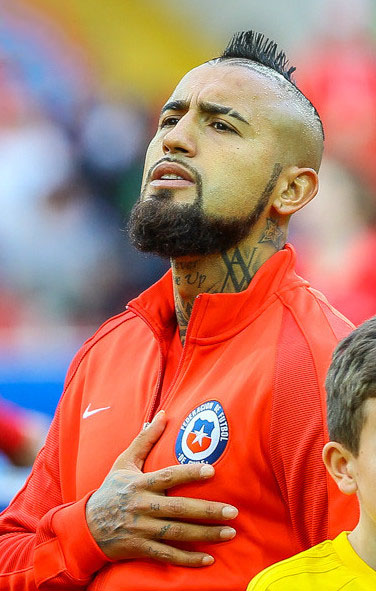
Arturo Vidal

- 1987: Novak Djokovic, tenista serbio.
- 1987: Arturo Vidal, futbolista chileno.
- 1987: John Carlson, remero estadounidense.
- 1987: Vladímir Granat, futbolista ruso.
- 1988: Joe Coffey, luchador británico-escocés.
- 1988: Ilaria Mauro, futbolista italiana.
- 1988: Willians Santana, futbolista brasileño.
- 1988: Ryan Camilleri, futbolista maltés.
- 1988: Cristian Cominelli, ciclista italiano.
- 1989: Jesús Coca Noguerol, futbolista español.
- 1989: Sandy Gill, nadadora canadiense.
- 1989: Néstor Girolami, piloto de automovilismo argentino.
- 1989: Verena Schweers, futbolista alemana.
- 1990: Pamela Coihuín, futbolista chilena.
- 1990: César Benítez, futbolista paraguayo.
- 1990: Milan Đurić, futbolista bosnio.
- 1990: Stefan Mitrović, futbolista serbio.
- 1990: Daniel Royer, futbolista austriaco.
- 1990: Cristian Pérez Acebes, futbolista español.
- 1990: Danick Snelder, balonmanista neerlandesa.
- 1991: Kyle Bartley, futbolista británico-inglés.
- 1991: Suho, cantante y actor surcoreano, líder del grupo EXO.
- 1991: Joel Obi, futbolista nigeriano.
- 1991: Odise Roshi, futbolista albanés.
- 1991: José Higón, futbolista español.
- 1991: Martin Halčin, piragüista eslovaco.
- 1992: Danielle Arciniegas, actriz, modelo y cantante colombiana.
- 1992: Robin Knoche, futbolista alemán.
- 1992: Stipe Vučur, futbolista austríaco.
- 1992: Pedro Diez Canseco Castillo, futbolista peruano.
- 1992: Patrick Miller, baloncestista estadounidense.
- 1992: D. J. Newbill, baloncestista estadounidense.
- 1993: Ramiro Benetti, futbolista brasileño.
- 1993: Dalia Muccioli, ciclista italiana.
- 1993: Charles Jackson, baloncestista estadounidense.
- 1993: Berkay Candan, baloncestista turco.
- 1994: Joseph Attamah, futbolista ghanés.
- 1994: Einar Galilea, futbolista español.
- 1994: Lee Soon-min, futbolista surcoreano.
- 1994: Florian Luger, modelo masculino austríaco.
- 1994: Athena Manoukian, cantante y compositora greco-armenia.
- 1994: Franco Masini, actor argentino.
- 1994: Jérôme Gilloux, ciclista francés.
- 1994: Ludovic Robeet, ciclista belga.
- 1995: Jon Ander Felipe, futbolista español.
- 1995: Fred Friday, futbolista nigeriano.
- 1995: Francisco Rodríguez Gaitán, futbolista español.
- 1995: Alison Weisz, tiradora estadounidense.
- 1995: Rafael Arace, futbolista venezolano.
- 1995: Johnathan Williams, baloncestista estadounidense.
- 1996: Tabitha Chawinga, futbolista malauí.
- 1996: Elisa Drabben, actriz española.
- 1996: Carlos Fernández Luna, futbolista español.
- 1996: Domingo Miotti, rugbista argentino.
- 1996: Melissa Moore, actriz pornográfica estadounidense.
- 1996: Natsuki Mugikura, futbolista japonés.
- 1996: Eleanor Patterson, atleta australiana.
- 1996: Nikol Płosaj, ciclista polaca.
- 1997: Ayman Al-Khulaif, futbolista saudí.
- 1997: Tyler Davis, baloncestista estadounidense.
- 1997: Brandon Duhaime, jugador de hockey sobre hielo estadounidense.
- 1997: Adriel Tadeu Ferreira da Silva, futbolista brasileño.
- 1997: Jordan Floyd, baloncestista estadounidense.
- 1997: Zoe Gotusso, cantante argentina.
- 1997: Lauri Markkanen, baloncestista finlandés.
- 1997: Arturo Osuna, futbolista español.
- 1997: Roland Sallai, futbolista húngaro.
- 1997: Akira Santillan, tenista japonés-australiano.
- 1997: Rebecca Sartori, atleta italiana.
- 1997: Enes Mahmutović, futbolista luxemburgués.
- 1998: Isaac Fonseca, torero mexicano.
- 1998: Gaku Harada, futbolista japonés.
- 1998: Gastón Gorrostorrazo, futbolista uruguayo.
- 1998: Aapo Halme, futbolista finlandés.
- 1998: Mayowa Nicholas, modelo nigeriana.
- 1998: Kelland O'Brien, ciclista australiano.
- 1998: Stiven Vega, futbolista colombiano.
- 1999: Emil Agyekum, atleta alemán.
- 1999: Camren Bicondova, bailarina, modelo y actriz estadounidense.
- 1999: Samuel Chukwueze, futbolista nigeriano.
- 1999: Denis Grechikho, futbolista bielorruso.
- 1999: Tanner Groves, baloncestista estadounidense.
- 2000: Jarod Biya, atleta suizo.
- 2000: Marine Boyer, gimnasta artística francesa.
- 2000: Rafael Camacho, futbolista portugués.
- 2000: Julián Carranza, futbolista argentino.
- 2000: Ana Gayán, gimnasta rítmica española.
- 2000: David Rabadán, futbolista español.
- 2000: Zenéy van der Walt, atleta sudafricana.
- 2000: Davide Comini, remero italiano.
- 2001: Freya Black, regatista británica.
- 2001: Emma Chamberlain, personalidad de internet y youtuber estadounidense.
- 2001: Yoni Stoyanov, futbolista búlgaro.
- 2001: Joshua Zirkzee, futbolista neerlandés.
- 2001: Pablo Sáenz, futbolista español.
- 2001: Enzo Barrenechea, futbolista argentino.
- 2001: Isaiah Stewart, baloncestista estadounidense.
- 2002: Sofie Lundgaard, futbolista danesa.
- 2002: Dani Queipo, futbolista español.
- 2002: Anthony Richardson, jugador estadounidense de fútbol americano.
- 2002: Maisa Silva, actriz brasileña.
- 2002: Jordan Walker, beisbolista estadounidense.
- 2002: Andrés Montaño, futbolista mexicano.
- 2003: Christine Mboma, atleta namibia.
- 2003: Emma O'Croinin, nadadora canadiense.
- 2003: Ibrahim Sulemana, futbolista ghanés.
- 2003: Roy Revivo, futbolista israelí.
- 2003: Samuel Kopásek, futbolista eslovaco.
- 2004: Peyton Elizabeth Lee, actriz estadounidense.
- 2004: Bojan Kovačević, futbolista serbio.

## Fallecimientos
- 192: Dong Zhuo, caudillo, militar y político chino (n. 138).
- 337: Constantino el Grande, emperador romano entre 306 y 337 (n. 272).
- 748: Genshō Tennō, aristócrata (“emperatriz”) japonesa (n. 683).
- 1068: Go-Reizei Tennō, aristócrata (“emperador”) japonés (n. 1025).
- 1112: Enrique de Borgoña, conde de Portugal (n. 1066).
- 1310: Santa Humildad de Faenza (Rosanna Negusanti), religiosa italiana, fundadora de la orden de las monjas vallumbrosas (n. c. 1226).
- 1409: Blanca de Inglaterra, aristócrata (“princesa”) hermana del rey Enrique V (n. 1392).
- 1455: Edmund Beaufort, aristócrata (“2.º duque de Somerset”), comandante inglés (n. 1406).
- 1455: Thomas Clifford, aristócrata (“8.º barón de Clifford”) y militar inglés, comandante de Lancaster (n. 1414).
- 1455: Henry Percy, aristócrata (“2.º conde de Northumberland”), comandante inglés (n. 1393).
- 1457: Rita de Casia, monja italiana canonizada por la Iglesia católica (n. 1381).
- 1490: Edmund Grey, aristócrata (“1.º conde de Kent”), administrador y magnate inglés (n. 1416).
- 1538: John Forest, fraile y mártir inglés (n. 1471).
- 1540: Francesco Guicciardini, filósofo, historiador y político italiano (n. 1483).
- 1545: Sher Shah Suri, gobernante indio (n. 1486).
- 1553: Giovanni Bernardi, escultor y grabador italiano (n. 1495).
- 1602: Renata de Lorena (n. 1544).
- 1609: Pieter Willemsz Verhoeff, capitán neerlandés (n. 1573).
- 1666: Gaspar Schott, físico y matemático alemán (n. 1608).
- 1667: Alejandro VII, papa de la Iglesia católica entre 1655 y 1667 (n. 1599).
- 1745: François-Marie, aristócrata (“1.º duque de Broglie”), general francés (n. 1671).
- 1760: Baal Shem Tov, rabino y escritor polaco (n. 1700).
- 1772: Durastante Natalucci, historiador y académico italiano (n. 1687).
- 1795: Ewald Friedrich von Hertzberg, político prusiano, ministro de Asuntos Exteriores de Prusia (n. 1725).
- 1802: Martha Washington, ciudadana estadounidense (n. 1731), 1.ª “primera dama” de su país como esposa del 1.º presidente, George Washington.
- 1849: Maria Edgeworth, escritora británica (n. 1768).
- 1851: Mordecai Manuel Noah, periodista y diplomático estadounidense (n. 1755).
- 1859: Fernando II de las Dos Sicilias, rey español (n. 1810).
- 1861: Thornsbury Bailey Brown, soldado estadounidense (n. 1829).
- 1868: Julius Plücker, matemático y físico alemán (n. 1801).
- 1873: Alessandro Manzoni, escritor italiano (n. 1785).
- 1873: Per Georg Scheutz, inventor sueco (n. 1785).
- 1884: William Tatum Wofford, militar estadounidense (n. 1824).
- 1885: Victor Hugo, novelista, poeta, dramaturgo y político francés (n. 1802).
- 1895: Isaac Peral, marino e inventor español (n. 1851).
- 1901: Gaetano Bresci, anarquista italoestadounidense, asesino del rey Humberto I de Italia (n. 1869).
- 1902: Mariano Escobedo, militar mexicano (n. 1826).
- 1910: Jules Renard, escritor y dramaturgo francés (n. 1864).
- 1916: Andrés Avelino Aramburú Sarrio, periodista y político peruano (n. 1845).
- 1923: José López Portillo y Rojas, político y literato mexicano (n. 1850).
- 1925: Romeo Murga, escritor chileno (n. 1904).
- 1928: Francisco López Merino, poeta argentino (n. 1904).
- 1931: Ofelia Nieto, soprano española (n. 1898).
- 1932: Lady Gregory (Isabella Augusta Persse), activista, propietaria y dramaturga angloirlandesa, cofundó el teatro Abbey (n. 1852).
- 1933: Tsengeltiin Jigjidjav, político mongol, 10.º primer ministro de Mongolia (n. 1894).
- 1938: William Glackens, pintor e ilustrador estadounidense (n. 1870).
- 1939: Ernst Toller, dramaturgo y escritor alemán (n. 1893).
- 1939: Jiří Mahen, escritor y dramaturgo checo (n. 1882).
- 1948: Claude McKay, escritor y poeta jamaicano (n. 1889).
- 1949: Hans Pfitzner, director de orquesta y compositor alemán (n. 1869).
- 1954: Chief Bender, jugador de béisbol, entrenador y directivo estadounidense (n. 1884).
- 1961: Edward F. Cline, cineasta estadounidense (n. 1891).
- 1965: Christopher Stone, locutor de radio británico-inglés (n. 1882).
- 1966: Tom Goddard, jugador de críquet británico-inglés (n. 1900).
- 1967: Langston Hughes, poeta, activista social, novelista y dramaturgo estadounidense (n. 1902).
- 1967: Charlotte Serber, bibliotecaria estadounidense del sitio de Los Álamos del Proyecto Manhattan (n. 1911).
- 1971: Iván Piatyjin, piloto militar soviético (n. 1904).
- 1972: Cecil Day-Lewis, poeta y escritor angloirlandés (n. 1904).
- 1972: Bernabé Ferreyra, futbolista argentino (n. 1909)
- 1972: Margaret Rutherford, actriz británica (n. 1892).
- 1974: Irmgard Flügge-Lotz, matemática e ingeniera aeroespacial germano-estadounidense (n. 1903).
- 1975: Lefty Grove, beisbolista estadounidense (n. 1900).
- 1976: Ringo Bonavena, boxeador argentino; asesinado (n. 1942).
- 1982: Cevdet Sunay, general y político turco, 5.º presidente de Turquía (n. 1899).
- 1983: Albert Claude, biólogo y académico belga, premio Nobel (n. 1899).
- 1983: Erna Scheffler, abogada alemana y magistrada del Tribunal Constitucional Federal (n. 1893).
- 1984: Karl-August Fagerholm, político finlandés, “valtioneuvos”, presidente del Parlamento y primer ministro de Finlandia (n. 1901).
- 1984: John Marley, actor estadounidense (n. 1907).
- 1985: Wolfgang Reitherman, animador, director y productor germano-estadounidense (n. 1909).
- 1988: Giorgio Almirante, periodista y político italiano (n. 1914).
- 1989: Steven De Groote, pianista y educador sudafricano (n. 1953).
- 1990: Rocky Graziano, boxeador estadounidense (n. 1922).
- 1991: Lino Brocka, director y guionista filipino (n. 1939).
- 1991: Shripad Amrit Dange, abogado y político indio (n. 1899).
- 1991: Stan Mortensen, futbolista y entrenador británico-inglés (n. 1921).
- 1991: Federico Sopeña, musicólogo español (n. 1917).
- 1992: Zellig Harris, lingüista y académico estadounidense (n. 1909).
- 1993: Mieczysław Horszowski, pianista y compositor polaco-estadounidense (n. 1892).
- 1997: Alziro Bergonzo, arquitecto y pintor italiano (n. 1906).
- 1997: Alfred Day Hershey, científico estadounidense (n. 1908).
- 1998: John Derek, actor, cineasta y fotógrafo estadounidense (n. 1926).
- 1998: José Enrique Moyal, físico e ingeniero israelí (n. 1910).
- 2000: Davie Fulton, abogado, juez y político canadiense (n. 1916).
- 2002: Manuel Padorno, poeta español (n. 1933).
- 2004: Richard Biggs, actor estadounidense (n. 1960).
- 2004: Mijaíl Voronin, gimnasta ruso (n. 1945).
- 2005: Charilaos Florakis, político griego (n. 1914).
- 2005: Thurl Ravenscroft, actor de doblaje y cantante estadounidense (n. 1914).
- 2006: Lee Jong-wook, médico y diplomático surcoreano (n. 1945).
- 2007: Pemba Doma Sherpa, alpinista nepalí (n. 1970).
- 2008: Robert Asprin, soldado y escritor estadounidense (n. 1946).
- 2010: Martin Gardner, matemático, criptógrafo y escritor estadounidense (n. 1914).
- 2011: Joseph Brooks, director, productor, guionista y compositor estadounidense (n. 1938).
- 2012: Muzafar Bhutto, político pakistaní (n. 1970).
- 2012: Wesley A. Brown, teniente e ingeniero estadounidense (n. 1927).
- 2013: Henri Dutilleux, compositor francés (n. 1916).
- 2013: Sigurd Ottovich Schmidt, historiador y etnógrafo ruso (n. 1922).
- 2015: Marques Haynes, jugador y entrenador de baloncesto estadounidense (n. 1926).
- 2015: Vladimir Katriuk, oficial nazi ucraniano de las SS expatriado en Canadá (n. 1921).
- 2016: Velimir "Bata" Živojinović, actor y político serbio (n. 1933).
- 2017: Nicky Hayden, piloto estadounidense de motociclismo (n. 1981).
- 2018: Philip Roth, novelista estadounidense (n. 1933).
- 2019: Judith Kerr, escritora e ilustradora británica de origen alemán (n. 1923).
- 2019: Eduardo Punset, jurista, escritor, economista, político y divulgador científico español (n. 1936).
- 2020: Denise Cronenberg, diseñadora de vestuario canadiense (n. 1938).
- 2020: Luigi Simoni, entrenador y futbolista italiano (n. 1939).
- 2021: Jorge Larrañaga, abogado y político uruguayo (n. 1956).
- 2021: Robert Marchand, ciclista y gimnasta francés (n. 1911).
- 2023: Princesita Mily, cantautora peruana (n. 1966).
- 2024: Claudio Iturra, periodista y aventurero chileno (n. 1980).
- 2025: Alfredo Palacio, médico y político ecuatoriano, presidente de Ecuador entre 2005 y 2007 (n. 1939).
- 2025: Hugo Fernández Faingold, político y profesor uruguayo (n. 1947).
- 2025: Carmenza Duque, actriz y cantante colombiana (n. 1951).

## Celebraciones
- Día Internacional de la Diversidad Biológica.[2]
- Día Mundial del Pac-Man.[3]
Videojuego arcade creado por el diseñador de videojuegos Tōru Iwatani. La fecha celebra el día de su lanzamiento en Estados Unidos en 1980.

- Día Mundial del Gótico.[4]
Subcultura alternativa urbana que surgió en el Reino Unido, a finales de los años setenta. Conocido por el estilo artístico medieval o de vestir de color negro.

### Santoral católico

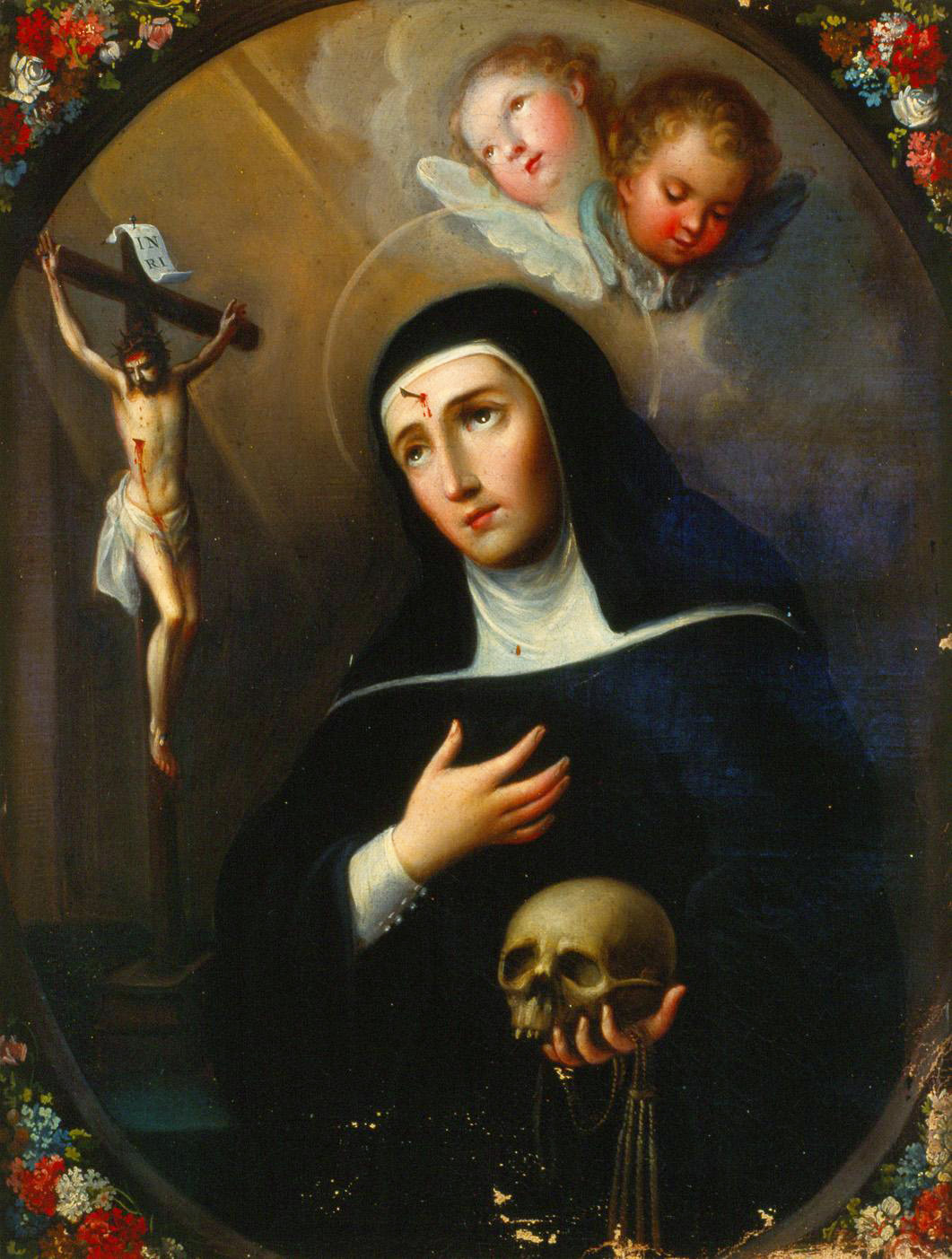
Pintura al óleo de Santa Rita de Casia por Miguel Cabrera.

- San Atón de Pistoya.[5]
- San Ausonio de Angulema.[5]
- San Basilisco de Comana.
- Santo Domingo Ngon.[5]
- Santa Joaquina de Vedruna.
- San Juan de Parma.[5]
- Santa Julia de Córcega.
- San Lupo de Limoges.[5]
- San Miguel Ho Dihn Hy.[5]
- Santa Quiteria.[5]
- Santa Rita de Casia.[5][6](imagen ilustrativa).
- Beata Humildad de Faenza.[5]
- Beato Juan Bautista Machado.[5]
- Beato Juan Forest.[5]
- Beata María Dominica Brun Barbantini.[5]
- Beato Matías de Arima.[5]
- Beato Pedro de la Asunción.[5]